# Vegyn
Joseph Winger Thornalley, bekannt unter dem Künstlernamen Vegyn, ist ein britischer Musikproduzent, DJ und Grafikdesigner. Er erlangte Bekanntheit durch seine Produktionsarbeit an Frank Oceans Alben Blonde und Endless aus dem Jahr 2016.

## Karriere
Vegyn wurde in London geboren. Seine Mutter arbeitete als Grafikdesignerin, sein Vater ist der Musiker und Songwriter Phil Thornalley, bekannt durch seine Arbeit mit The Cure. Während seines Designstudiums am London College of Communication begann er 2013 mit dem Musizieren und brachte sich selbst das Produzieren von Boom-Bap-Beats bei. Er verließ später die Universität, um sich ganz der Musik zu widmen, und gründete das elektronische Musiklabel PLZ Make It Ruins. Über dieses veröffentlichte er seine Debüt-EP All Bad Things Have Ended – Your Lunch Included sowie das Compilation-Tape PLZ Vol. 1, das Werke von Underground-Produzenten aus London enthält.
Etwa zur gleichen Zeit traf er den Musikproduzenten James Blake bei einer Veranstaltung von 1-800 Dinosaur im inzwischen geschlossenen Londoner Club Plastic People. Vegyn übergab ihm einen USB-Stick mit eigenen Tracks, die Blake später 2014 in seiner BBC-Radiosendung spielte.
Vegyn lernte Frank Ocean ebenfalls im Club Plastic People kennen und wurde eingeladen, an den Studioalben Blonde und Endless mitzuarbeiten. 2017 moderierte er Oceans Radiosendung Blonded Radio und trat 2019 bei einem von Oceans PREP+-Events in New York auf. Seitdem arbeitete Vegyn an Alben wie Travis Scotts Astroworld und Utopia sowie JPEGMafias All My Heroes Are Cornballs mit.
2019 veröffentlichte er das 71-Track-Mixtape Text While Driving If You Want To Meet God!. Später im selben Jahr erschien sein Debüt-Studioalbum Only Diamonds Cut Diamonds, mit Gastauftritten von JPEGMafia, Retro X und Jeshi.
Im Mai 2023 veröffentlichte er unter dem Pseudonym Headache das Album The Head Hurts but the Heart Knows the Truth. Vegyn fungierte dabei als Produzent und Mixer, während die Texte von Francis Hornsby Clark stammen. Einige Hörer spekulierten, dass die Vocals mithilfe von KI erzeugt worden seien und Clark möglicherweise nicht existiere, da er keine Präsenz in sozialen Medien habe. Vegyn bestätigte, dass die Vocals KI-generiert seien, betonte jedoch, dass Clark real sei und lediglich ein zurückgezogenes Leben führe.
Vegyn präsentierte sein AV-Live-Show-Debüt beim Fuji Rock Festival in Japan, verkaufte seine Londoner Show im Kulturzentrum „EartH“ zwei Monate im Voraus aus und spielte ausgewählte Termine in Deutschland, unter anderem 2022 im Club OXI in Berlin sowie 2024 beim MELT!-Festival.
Im April 2024 veröffentlichte er sein zweites Album The Road to Hell Is Paved with Good Intentions. Im Jahr 2025 erschien mit Blue Moon Safari seine Interpretation des Albums Moon Safari des französischen Duos Air.

## Diskografie

### Studioalben
Als Vegyn
- All Bad Things Have Ended - Your Lunch Included (2014)
- Janhui (2015)
- Text While Driving If You Want to Meet God! (2019)
- Only Diamonds Cut Diamonds (2019)
- Like a Good Old Friend (2021)
- Don't Follow Me Because I'm Lost Too!! (2022)
- The Road to Hell Is Paved with Good Intentions (2024)
- Blue Moon Safari (mit Air, 2025)[10]

Als Headache
- The Head Hurts but the Heart Knows the Truth (2023)

### Produktionen
| Jahr | Künstler     | Album                       | Anmerkungen                                                         |
| ---- | ------------ | --------------------------- | ------------------------------------------------------------------- |
| 2016 | Frank Ocean  | Blonde                      | Titel 9: Nights (Co-Produzent); Titel 13: Close To You (Schlagzeug) |
| 2017 | Aminé        | Good For You                | Titel 6: STFU (Co-Produzent)                                        |
| 2017 | A$AP Mob     | Cozy Tapes Vol. 2: Too Cozy | Titel 16: RAF (Co-Produzent)                                        |
| 2017 | Frank Ocean  | Provider                    | Co-Produzent + Schlagzeug                                           |
| 2017 | Travis Scott | Astroworld                  | Titel 11: Astrothunder (Producer)                                   |
| 2018 | Frank Ocean  | Endless                     | Executive Produzent                                                 |
| 2019 | JPEGMafia    | All My Heroes Are Cornballs | Titel 7: Rap Grow Old & Die x No Child Left Behind (Co-Produzent)   |
| 2020 | Kali Uchis   | To Feel Alive               | Titel 1: Honey Baby (Spoiled!) (Co-Produzent)                       |
| 2021 | John Glacier | Shiloh: Lost For Words      | Executive Produzent                                                 |
| 2022 | Shygirl      | Nymph                       | Titel 10: Honey (Co-Produzent)                                      |
| 2022 | George Riley | Running in Waves            | Executive Produzent                                                 |
| 2023 | Travis Scott | Utopia                      | Titel 4: My Eyes (Co-Produzent); Titel 13: Parasail (Co-Produzent)  |